# Димитър Йорданов (икономист)
Димитър Цанев Йорданов е български учен икономист, професор по счетоводна отчетност.

## Ранни години и образование
Професор д-р Йорданов е роден на 29 септември 1912 г. в будния възрожденски град Свищов в бедно занаятчийско семейство. Той е първото дете на Цани Йорданов Пандуров и Тинка Димитрова Кръстева, дали живот на 3 деца.
Постъпва като ученик в Държавната търговска гимназия „Димитър Хадживасилев“ в родния си град, която завършва с висок успех през 1932 г. Там получава солидна икономическа подготовка благодарение и на стипендията, дадена му от дарителския фонд при търговската гимназия.
През периода 1932-1936 г. следва в Свободния университет за политически и стопански науки (сега УНСС) в София. След завършване на висшето си образование е назначен за директор на потребителската кооперация „Напред“ в Панагюрище, където е и първата му закалка на трудовото поприще като ръководител. Той е оценен и е преназначен за заместник-директор на Централата на голямото съдружническо индустриално-търговско предприятие „Ориз“ в Пазарджик, където работи до 1938 г. Тогава е поканен да заеме длъжността редовен асистент в Катедрата по наука за стопанското предприятие и счетоводство във Висшето търговско училище „Димитър Апостолов Ценов“ в Свищов.

## Жизнен път
От ноември 1940 до юни 1942 г. асистент Йорданов по решение на Академичния съвет на Висшето търговско училище „Д.А. Ценов“ в Свищов е на специализация във Висшето търговско училище за световна търговия във Виена. Там защитава докторската си дисертация на тема „Надзорът върху частните банки в България“. Специализира в Стопанския отдел на Правния факултет на Виенския университет в областта на науката за стопанското предприятие и стопанската отчетност.
Завърнал се в Родината си от Виена, Йорданов е привлечен през юли 1942 г. на работа като началник на Отдела за стопански проучвания при Българската търговска банка. Там пише хабилитационния си труд за участие в обявения конкурс за доцент по счетоводство в Държавното висше училище за финансови и административни науки (днес УНСС) в София. В края на 1942 г. е избран и заема преподавателска длъжност с академичното звание „доцент“.
През юли 1945 г. доц. Йорданов спечелва конкурс за професор. Деловите качества на проф. Йорданов са оценени и е назначен в края на 1945 г. за главен секретар на Министерството на търговията, промишлеността и занаятите, на който пост е до края на февруари 1947 г.
В началото на 1948 г., след принудителното вливане на ДВУФАН към Софийския университет, проф. Йорданов преминава изцяло на основна работа в Стопанския факултет на СУ. След преобразуването на Стопанския факултет като независим Висш икономически институт „Карл Маркс“ (по-късно УНСС) проф. Йорданов работи там непрекъснато над 50 години – до края на живота си, първоначално като щатен професор, а след пенсионирането му като хоноруван преподавател.
През периода от май 1952 до август 1958 г. проф. Йорданов е първият декан на Финансово-счетоводния факултет на ВИИ „К. Маркс“. След създаването му поставя основите на специалността „Счетоводна отчетност“, превърнала се в майка-родилка на десетки хиляди счетоведи в българската икономика и клетка за създаване на десетки учени в областта на счетоводството, контрола и икономическия анализ.
Професор Йорданов е сред основателите на Съюза на научните работници в България (СУБ), регистриран като представител на научната мисъл на 30 октомври 1944 г. В този съюз заема редица отговорни постове – член на президиума, председател на проверителния съвет, на комисии и др.
Научните интереси на проф. Йорданов са трайно очертани в няколко основни насоки. Плод на тези интереси са многобройните му монографии, студии, научни доклади пред научни форуми, статии, учебници и учебни помагала. В библиографската справка за творчеството на проф. Йорданов са отразени над 330 заглавия.
Умира на 27 октомври 1993 г.